# Spionaggio a Gibilterra
Spionaggio a Gibilterra (Gibraltar) è un film del 1964 diretto da Pierre Gaspard-Huit.
Pellicola di genere thriller-spionistico di produzione franco-italiano-spagnola.

## Trama
Un ufficiale dell'esercito britannico, Frank Jackson, viene incaricato dal comandante della base militare inglese di Gibilterra di portare a termine una missione di controspionaggio. Frank si finge disertore per entrare nell'organizzazione di spie nemiche a Tangeri.